# Istantanea: Tour 98
Istantanea: Tour 98 è un album di Riccardo Cocciante, pubblicato nel 1998 dalla Columbia Records.

## Tracce

### CD 1
1. Ora che io sono luce – 2:41
2. Coltivò tutte le valli – 2:18
3. Uomo – 1:49
4. Primavera – 4:16
5. In bicicletta – 4:21
6. Quando si vuole bene – 3:38
7. Jimi suona – 4:46
8. La nostra lingua italiana – 4:01
9. Io canto – 1:48
10. Il treno – 2:13
11. A mano a mano – 2:13
12. Sulla terra io e lei – 2:27
13. L'alba – 3:14
14. Il mare dei papaveri – 2:22
15. Amore – 3:38
16. Quando finisce un amore – 4:30

### CD 2
1. Cervo a primavera – 5:16
2. Celeste nostalgia – 5:07
3. Se stiamo insieme – 4:39
4. Vivi la tua vita – 4:39
5. Grande è la città – 3:21
6. Bella senz'anima – 4:30
7. Presentazione musicisti su improvvisazione – 2:54
8. Un nuovo amico – 3:27
9. Sincerità – 3:59
10. Margherita – 8:01
11. Ti amo ancora di più – 4:59
12. Innamorato – 4:14
13. Questione di feeling – 4:11
14. Poesia – 3:25
15. Tu sei il mio amico carissimo – 10:52

## Formazione
- Riccardo Cocciante - voce, pianoforte
- Antonello Corraduzza - chitarra
- Roberto Gallinelli - basso
- Leonardo De Amicis - pianoforte, tastiera
- Cristiano Micalizzi - batteria